# Tribus de la Gran Conca

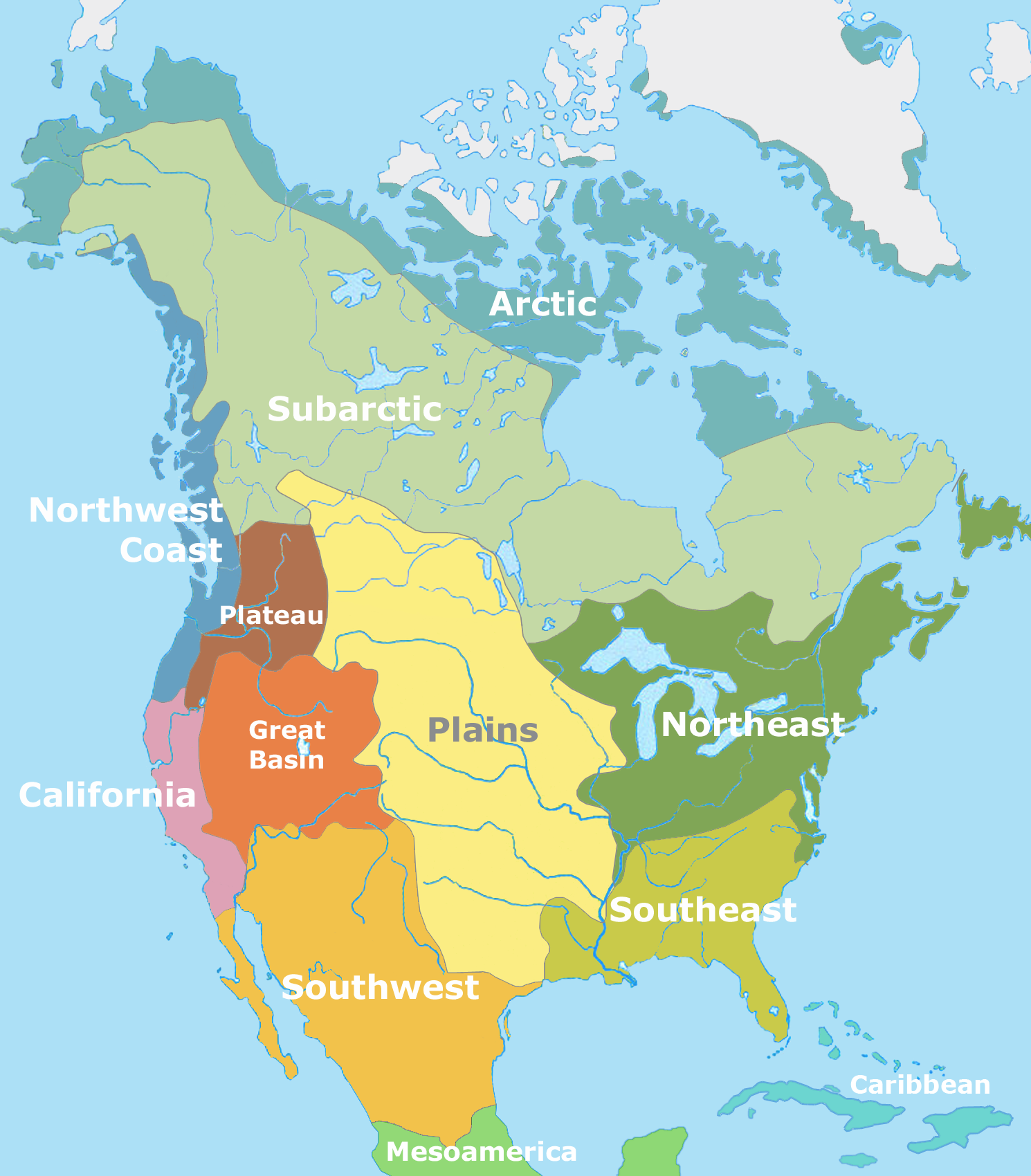
La regió de les tribus de la Gran Conca abans del contacte amb els europeus era d'un milió de km².

Les Tribus de la Gran Conca són els pobles amerindis de la Gran Conca. La Gran Conca és una classificació cultural i una regió cultural situada entre les muntanyes Rocoses i Sierra Nevada, en el que és actualment l'estat de Nevada, i parts d'Oregon, Califòrnia, Idaho, Wyoming, i Utah. Hi ha molt poques precipitacions a l'àrea de la Gran Conca que afecta els estils de vida i cultura dels seus habitants.

## Història

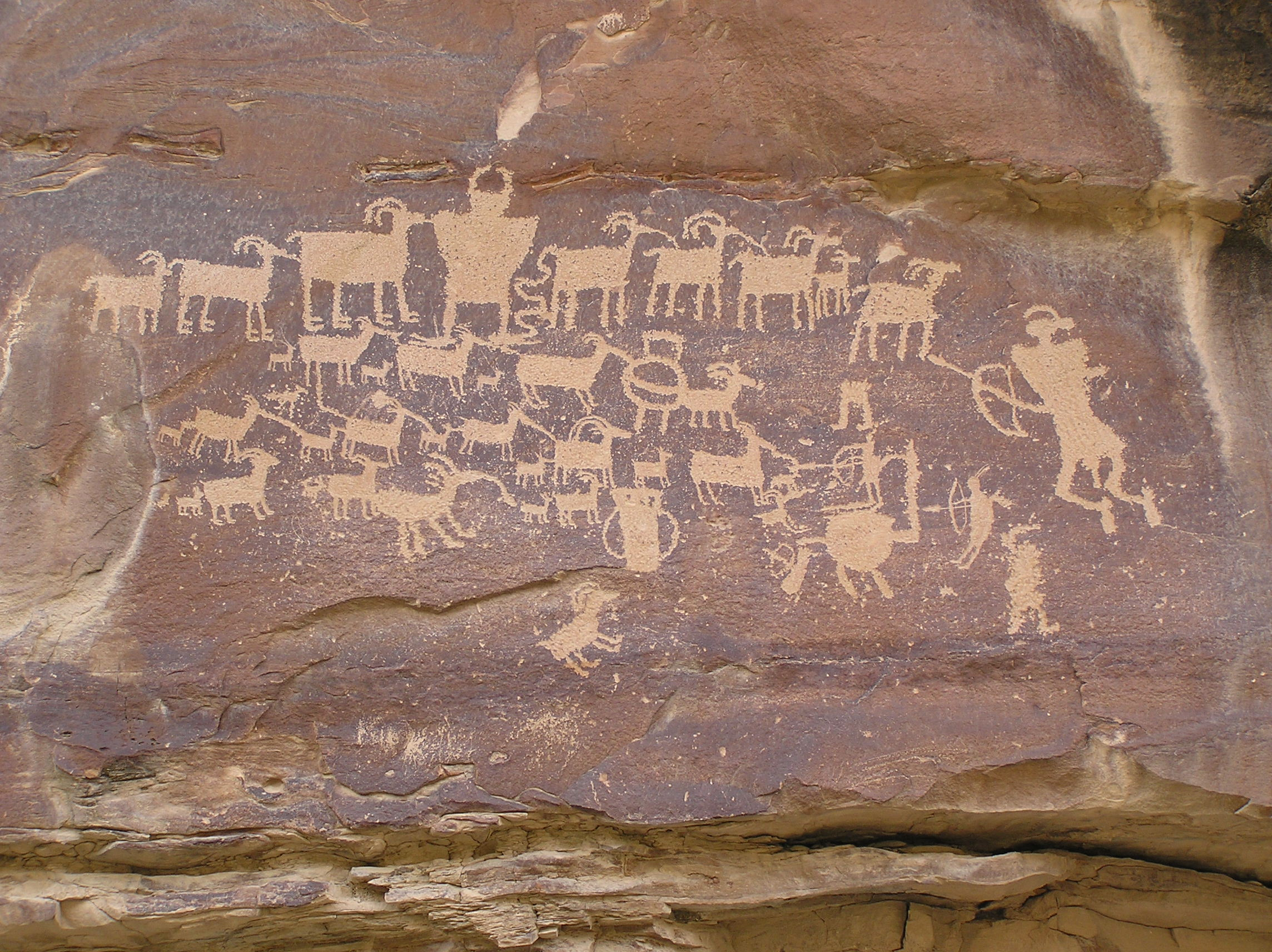
Petròglif de Mufló de les muntanyes Rocoses (Cultura de Fremont), Nine Mile Canyon, Utah

Ruby Snyder (Chemehuevi), de Parker (Arizona), 1942

Els habitants originaris de la regió hi podrien haver arribat cap al 12.000 aC; de 9000 aC a 400 dC marca el període arcaic del Desert de la Gran Conca, seguit en el temps per la cultura Fremont, que eren caçadors-recol·lectors, i també agricultors. Els pobles que parlaven llengües numic, avantpassats dels actuals xoixons occidentals i paiutes, entraren a la regió al voltant del segle xiv.
Els primers europeus que arribaren a l'àrea foren els espanyols de l'expedició Domínguez-Escalante, que passaren a la vora de l'actual Delta (Utah) en 1776. La població de la Gran Conca era relativament lliure de pobladors no nadius fins a l'arribada dels primers colons mormons en 1848. En 10 anys es va establir la primera reserva índia amb la intenció d'assimilar la població nadiua. La reserva Goshute fou creada en 1863. El procés d'aculturació incloïa enviar els infants a les escoles ameríndies i limitar el territori i els recursos de les reserves.
Com que llur contacte amb els europeus-americans i els afroamericans es va produir relativament tard, les tribus de la Gran COnca van mantenir llur cultura i religió i foren membres destacats dels moviment de renovació religiosa i cultural del segle xix. Dos profetes paiutes, Wodziwob i Wovoka, convertiren la Ghostdance en una cerimònia de comunió amb els éssers estimats i que portaria la renovació dels ramats de búfals i l'estil de vida anterior al contacte. L'ute Bear Dance va sorgir de la Gran Conca. La Sun Dance i la religió Peyote també sorgiren a la Gran Conca.
En 1930 es va establir la Reserva Ely Xoixoni, seguida de la Reserva Índia Duckwater en 1940.
Les condicions per a la població indígena de la Gran Conca van ser erràtiques durant tot el segle xx. La millora econòmica va sorgir com a resultat de la Llei de Reorganització Índia aprovada pel President Franklin Roosevelt en la dècada de 1930, mentre que l'activisme i les victòries legals en la dècada de 1970 han millorat significativament les condicions de vida. No obstant això, les comunitats segueixen lluitant contra la pobresa crònica i tots els problemes resultants: atur; abús de substàncies, i altes taxes de suïcidi.
Avui l'autodeterminació, iniciada amb l'aprovació en 1975 de la Llei d'autodeterminació índia i assistència educativa, ha permès a les grans tribus de Conca de desenvolupar les oportunitats econòmiques per a llurs membres.

## Cultura

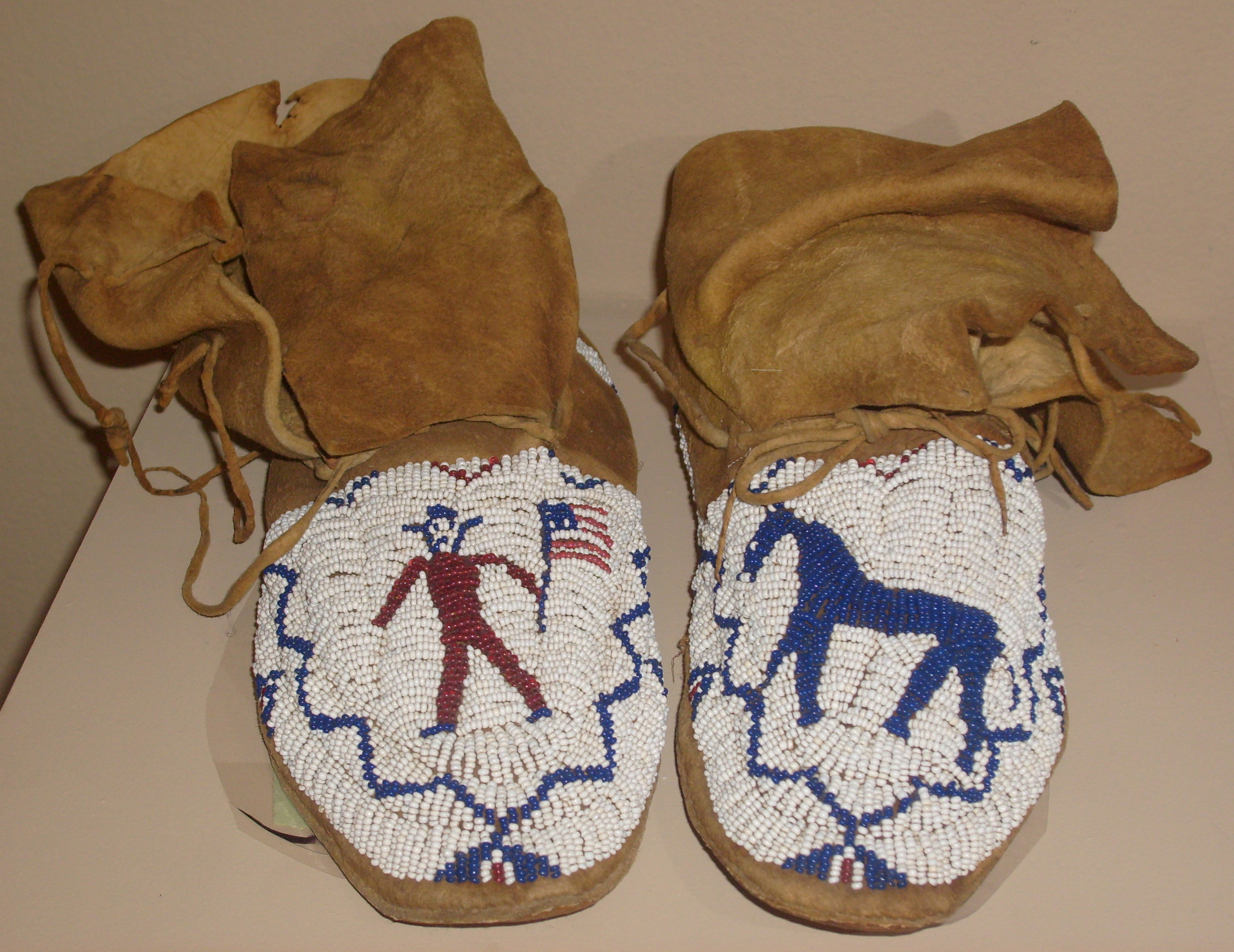
Mocassins de comptes que pertanyé al cap Washakie (xoixoni), Wyoming, c. 1900

Els diferents grups ètnics de les tribus de la Gran Conca comparteixen certs elements culturals comuns que els distingeixen dels grups dels voltants. Tots menys els washo parlaven tradicionalment llengües numic, i s'ha produït un considerable mestissatge entre els grups, que històricament han conviscut pacíficament i sovint comparteixen territoris comuns. Abans del segle xx, els pobles de la Gran Conca eren majoritàriament caçadors i recol·lectors.
"Desert Arcaic" o simplement "la cultura del Desert" defineix la cultura de les tribus de la Gran Conca. Aquesta cultura es caracteritza per la necessitat de mobilitat de prendre avantatge dels aliments estacionals disponibles. L'ús de ceràmica era estrany causa del seu pes, però han elaborat cistelles de teixit sofisticat per a contenir aigua, coure aliments, ventar i emmagatzemar llavors d'herba i pinyons, un element bàsic per als paiute i xoixoni.
Els articles pesants com els metates serien deixats en els llocs en comptes de portats d'un lloc a un altre. No es practicava l'agricultura a la mateixa Gran Conca, tot i que es practicava a les zones adjacents (l'agricultura moderna a la Gran Conca requereix o grans embassaments a la muntanya o profunds pous artesians). De la mateixa manera, les grans tribus de Conca no tenien assentaments permanents, encara que els pobles d'hivern poden ser ocupats hivern rere hivern pel mateix grup de famílies. En l'estiu, el grup més nombrós era en general la família nuclear a causa de la baixa densitat dels aliments.
En el període històric antic les tribus de la Gran Conca van anar expandint-se activament cap al nord i l'est, on van desenvolupar una cultura de cacera de bisons a cavall. Aquestes tribus, entre els bBannock i els xoixoni occidentals, van començar a fer tractes amb els indis de les planures.

## Pobles de la Gran Conca
| - Bannock, Idaho - Coso, del districte Coso Rock Art a Coso Range, Desert de Mojave, Califòrnia - Cultura Fremont (400 CE–1300 CE), Utah - Kawaiisu, sud de Califòrnia - Monachi, sud-est de Califòrnia - Mono oriental (Paiute de la vall d'Owens Valley Paiute), sud-est de Califòrnia - Mono occidental, sud-est de Califòrnia - Paiute del Nord, est de Califòrnia, Nevada, Oregon, sud-oest d'Idaho - Kucadikadi, Paiute de Llac Mono, Califòrnia - Xoixons ("shoshone"), Nevada, Idaho, Califòrnia - Xoixons occidentals, est de Califòrnia, Nevada, nord de Utah, sud-est d'Idaho - Tribu Xoixoni Duckwater o Tsaidüka, Railroad Valley, Nevada - Goshute, Nevada i Utah - Tribu Te-Moak (Tonomudza band), Nevada - Tribu Xoixoni Occidental Yomba, Nevada - Xoixons septentrionals, Idaho - Agaideka (menjador de salmó), Snake River i Lemhi, Idaho - Kammedeka (menjadors de llebres), Snake River, Idaho fins al Gran Llac Salat, Utah - Lemhi, vall del riu Lemhi, Idaho - Pohogwe (poble de l'artemísia) o xoixoni de Fort Hall, Idaho - Tukudeka (menjadors d'ovelles de muntanya), centre d'Idaho, sud de Montana, i Yellowstone, Wyoming - Yahandeka (menjadors de marmotes), rius Boise, Payette, i Weiser, Idaho - Xoixons orientals, Wyoming:335 - Kuccuntikka (menjadors de búfals) - Tukkutikka o Tukudeka menjadors d'ovelles de muntanya), units als xoixoni septentrionals | - Paiute del sud, Arizona, Nevada, Utah - Chemehuevi, sud-est de California - Kaibab, nord-oest d'Arizona - Kaiparowtis, sud-oest de Utah - Moapa, sud de Nevada - Panaca - Panguitch, Utah - Paranigets, sud de Nevada - Shivwits, sud-oest de Utah - Timbisha o Panamint o Koso, sud-est de Califòrnia - ute, Colorado, Utah, nord de Nou Mèxic - Capote, sud-est de Colorado i Nou Mèxic - Moanunts, Salina, Utah - Muache, centre i sud de Colorado:282 - Pahvant, oest de Utah - Sanpits, centre de Utah - Timpanogots, centre i nord de Utah - Uintah, Utah - Uncompahgre o Taviwach, nord i centre de Colorado - Weeminuche, oest de Colorado, est de Utah, nord-est de Nou Mèxic - Utes de White River (Parusanuch i Yampa), Colorado i est de Utah - Washo, Nevada i Califòrnia - Palagewan - Pahkanapil |